# Массовое убийство в Велика-Иванче
Массовое убийство в Велика-Иванче (серб. Масовно убиство у Великој Иванчи) — событие, произошедшее 9 апреля 2013 года в сербской деревне Велика-Иванча. 60-летний Любиша Богданович (серб. Љубиша Богдановић) по неизвестной причине расстрелял 13 человек, среди которых были шесть мужчин, шесть женщин и один двухгодовалый ребёнок. После этого убийца попытался покончить с собой, и 11 апреля он умер в больнице от ран. Почти все погибшие имели родство с убийцей.

## Ход событий
Между 4:30 и 5:00 часов утра по местному времени 60-летний Любиша Богданович выстрелами из пистолета убил свою 83-летнюю мать Добрилу, 42-летнего сына Бранко и ранил свою жену Яворку. Затем Богданович проник в 4 соседских дома и убил пять мужчин, пять женщин и двухгодовалого ребёнка. Большинство жертв были убиты во сне выстрелами в голову. Спустя некоторое время на звонок Яворки приехал наряд полиции, который обнаружил убийцу во дворе своего дома. Богданович попытался свести счёты с жизнью, выстрелив себе в голову.
12 жертв убийцы погибли на месте, ещё один человек умер от ран в белградской больнице. Богдановича и его жену доставили в больницу в критическом состоянии. Спустя два дня Любиша Богданович скончался, его жена осталась жива.

### Жертвы
- Добрила Богданович (83 года). Мать Любиши Богдановича.
- Бранко Богданович (42 года). Сын Любиши Богдановича.
- Михайло Деспотович (61 год). Двоюродный брат Любиши Богдановича.
- Милена Деспотович (61 год). Жена Михайло Деспотовича.
- Горан Деспотович (23 года). Внук Михайло и Милены Деспотовичей
- Йована Деспотович (21 год). Жена Горана Деспотовича.
- Давид Деспотович (2 года). Сын Йованы и Горана Деспотовичей.
- Любина Ешич (64 года). Соседка Деспотовичей.
- Милош Ешич (48 лет). Сын Лубины Шесик.
- Владимир Миджайлович (78 лет). Сосед Деспотовичей и Шесиков.
- Ольга Мийалович (79 лет). Жена Владимира Миджайловича.
- Данила Стекич (78 лет). Сосед Миджайловичей. Дядя Любаши Богдановича.
- Драгана Стекич (50 лет). Дочь Данилы Стекича. Двоюродная сестра Любаши Богдановича.
- Любаша Богданович (60 лет). Стрелок. Покончил с собой, умер 11 апреля

## Реакция
В память о жертвах преступления Правительство Сербии объявило 10 апреля днём общенационального траура.